# Aural Sculpture
Aural Sculpture (с англ. — «Ушная скульптура») — восьмой студийный альбом британской рок-группы The Stranglers, выпущенный в ноябре 1984 года на лейбле Epic Records. Название пластинки имеет сходство с односторонним 7-дюймовым синглом, который бесплатно распространялся вместе с ограниченным тиражом альбома Feline в 1983 году. Запись песни «Aural Sculpture Manifesto» звучала перед выходом Stranglers на сцену во время концертов как в Feline Tour 1983 года, так и в Aural Sculpture Tour 1985 года.
На диске команда сделала крен в сторону мелодичного, облегчённого звучания, что было враждебно воспринято многими фанатами. В альбоме присутствовала акустическая гитара, а также духовая секция из трёх человек (труба, тромбон и саксофон). Духовые были предложены продюсером Лори Лэтэмом, которого пригласили после того, как Epic Records отклонили первоначальные демо-записи треков альбома.
Альбом достиг 14-го места в Британии в ноябре 1984 года. Синглами из него вышли: «Skin Deep» (# 15), «No Mercy» (# 37) и «Let Me Down Easy» (# 48).

## Список композиций
Слова и музыка всех песен — написаны группой The Stranglers.
| №  | Название              | Длительность |
| -- | --------------------- | ------------ |
| 1. | «Ice Queen»           | 4:01         |
| 2. | «Skin Deep»           | 3:54         |
| 3. | «Let Me Down Easy»    | 4:10         |
| 4. | «No Mercy»            | 3:38         |
| 5. | «North Winds Blowing» | 4:03         |

| №                   | Название            | Длительность |
| ------------------- | ------------------- | ------------ |
| 1.                  | «Uptown»            | 2:58         |
| 2.                  | «Punch and Judy»    | 3:45         |
| 3.                  | «Spain»             | 4:14         |
| 4.                  | «Laughing»          | 4:14         |
| 5.                  | «Souls»             | 3:24         |
| 6.                  | «Mad Hatter»        | 4:00         |
| Общая длительность: | Общая длительность: | 42:21        |

| №   | Название                          | Длительность |
| --- | --------------------------------- | ------------ |
| 12. | «Here & There»                    | 4:21         |
| 13. | «In One Door»                     | 2:55         |
| 14. | «Head on the Line»                | 3:08         |
| 15. | «Achilles Heel»                   | 2:55         |
| 16. | «Hot Club» (Riot Mix)             | 3:04         |
| 17. | «Place de Victoires»              | 4:10         |
| 18. | «Vladimir and the Beast (part 3)» | 3:53         |
| 19. | «Vladimir Goes to Havana»         | 5:28         |